# Флаг Экваториальной Гвинеи
Государственный флаг Республики Экваториальная Гвинея (исп. Bandera de Guinea Ecuatorial; фр. Drapeau de la Guinée équatoriale; порт. Bandeira da Guiné Equatorial) описан в статье 4 конституции страны, принятой на национальном референдуме 17 ноября 1991 года.

## Описание
Национальный флаг имеет зелёный, белый и красный цвета в трёх горизонтальных полосах равной ширины и голубой треугольник у древкового края. В центре флага изображается герб Республики.
Герб Республики устанавливается законом.

В гербе Республики Экваториальная Гвинея в серебряном щите изображено зелёное хлопковое дерево (бомбакс). Над щитом расположены по дуге окружности 6 золотых шестиконечных звёзд, символизирующих провинции государства. Под щитом — серебряная лента с государственным девизом «UNIDAD PAZ Y JUSTICIA» («Единство, мир и справедливость») чёрными буквами. Считается, что под хлопковым деревом был подписан договор между Испанией и местным вождём, положивший начало колониальному правлению.

### Цвета
Цвета имеют следующее значение:
- Голубой цвет символизирует море (Атлантический океан).
- Зелёный цвет символизирует растительность, сельское хозяйство.
- Белый цвет символизирует мир.
- Красный цвет олицетворяет кровь, пролитую борцами за независимость Экваториальной Гвинеи.[5]

## История
Когда Гвинея была колонией Испании, её флаг был таким же, как у Испании. Флаг принят 12 октября 1968 года при провозглашении независимости Республики Экваториальная Гвинея. В 1973 году, во время правления Франсиско Нгемы, на флаге использовалась другая национальная эмблема. Во времена правления Нгемы герб состоял из мотыги, кирки, кинжала, меча и курицы. Изменëнный национальный девиз «Trabajo, Unidad, Paz, Justicia» (Труд, единство, мир, справедливость) был написан на двух полосах, сверху и снизу от герба. Первоначальный герб и флаг были восстановлены после свержения Нгемы 21 августа 1979 г. 

Первый флаг Испанской Гвинеи (1926-1931 гг.)
Второй флаг Испанской Гвинеи (1931-1939 гг.)
Третий флаг Испанской Гвинеи (1939-1945 гг.)
Четвёртый и последний флаг Испанской Гвинеи (1945-1968 гг.)
Первый флаг Экваториальной Гвинеи как независимого государства (1968–1973 гг.)
Флаг во времена правления Франсиско Нгемы (1973–1979 гг.)
Нынешний флаг (с 1979 г.)